# Crabby Appleton
Crabby Appleton was een Amerikaanse rockband uit de vroege jaren 1970.

## Bezetting
- Michael Fennelly[4] (zang, gitaar)
- Casey Foutz[5] (keyboards)
- Hank Harvey[6] (basgitaar)
- Felix "Flaco" Falcon[7] (percussie)
- Phil Jones[8] (drums)

## Carrière
Hoewel bijna iedereen in de band afkomstig was van de uit Los Angeles afkomstige band Stonehenge, werd de bezetting van de band hernieuwd met de introductie van Michael Fennelly, die een van de belangrijkste zangers en songwriters was van de rockband The Millennium. Jones, voorheen van Oskaloosa, maar meer recentelijk uit Laurel Canyon, hielp met de formatie van de band na een ontmoeting met Fennelly bij Three Experience, een club op Sunset Strip. Jones had de song To Claudia on Thursday gehoord, die Fennelly schreef en zong met The Millennium en aangemoedigd door producent David Anderle, Fennelly contracteerde voor Stonehenge als leadzanger, gitarist en songwriter. The band kreeg de nieuwe naam Crabby Appleton naar een figuur uit de cartoon Tom Terrific.
Crabby Appleton tekende bij Elektra Records en nam hun eerste album Crabby Appleton op, geproduceerd door Don Gallucci en uitgebracht in 1970. De debuutsingle Go Back bereikte de 36e plaats in de Billboard Hot 100. De band opende voor The Doors, Sly & the Family Stone, Three Dog Night, The Guess Who, ABBA en George Carlin. Ze traden op bij American Bandstand, The Real Don Steele Show, What's Happening met John Byner en genoten van hun opmerkelijk succes. Beide albums Crabby Appleton en Rotten to the Core ontvingen doorslaande recensies in de magazines Rolling Stone en Creem.
Hun tweede album Rotten to the Core werd opgenomen in 1971, maar de verkoop was teleurstellend en de band splitste zich op. De ontbinding van de band volgend, nam Fennelly twee soloplaten op in het Verenigd Koninkrijk. Jones speelt als drummer en percussionist in het muziekcircuit van Los Angeles en had opgenomen en getoerd met Tom Petty & the Heartbreakers, Joe Walsh, Roy Orbison, Cracker, Susanna Hoffs, Roger McGuinn en speelt in de Waddy Wachtel Band.
Beide albums van de band werden heruitgebracht op cd door Collectors Choice Music en Go Back werd uitgebracht op meerdere compilatiealbums.

## Discografie

### Singles
- 1970: Go Back

### Albums
- 1970: Crabby Appleton (Elektra Records)
- 1971: Rotten to the Core (Elektra Records)